# Deathstalker IV: Match of Titans
Deathstalker IV: Match of Titans (din limba engleză, cu sensul de: Deathstalker IV: Meciul Titanilor) este un film fantastic de sabie și vrăjitorie din 1991, scris și regizat de Howard R. Cohen. Rick Hill, care a jucat rolul principal titular în primul film, își reia rolul în acest film. Este a patra și ultima parte din tetralogia originală Deathstalker.

## Rezumat
A început ca un concurs de forță - o provocare nespusă de a atrage concurenți îndepărtați în arena principală a castelului reginei. Campionul, Deathstalker, se află printre războinicii care înving cu ușurință toți adversarii. 
Misterios, combatanții dispar unul câte unul din castel. Acum, într-un Meci al Titanilor înfiorător de însângerat, Deathstalker trebuie să-și apere colegii războinici, viața și noua sa dragoste împotriva unei armate invincibile de Războinici de Piatră și a Reginei malefice care îi conduce.

## Distribuție
- Rick Hill⁠(d) – Deathstalker
- Maria Ford⁠(d) – Dionara
- Brett Baxter Clark – Vaniat
- Michelle Moffett – Kana
- Anea Penceva – Janeris
- Đoko Rosić⁠(d) – Rakshia (ca Jocko Rossitch)
- Kosta Karageorgiev – Palon
- Jenny Philipova – Tarinda
- Rumen Dimitrov⁠(d) – Eldoron
- Mihaela Staikova – Lesia
- Tanya Dimitrova – Liala (as Tania Dimitrova)
- Sirma Nicolova – Tisia
- Endrika Shehpazian – Terina
- Velico Stomanov – Malikat
- Stancho Stanchev⁠(d) – Aldilar
- Darina Georgieva – Adria

## Lansare
Filmul a fost lansat pe VHS în SUA de către New Horizons Home Video la începutul anilor 1990.
Filmul a fost relansat pe DVD de New Concorde în 2002. 
Shout Factory! nu l-a relansat în seria sa Roger Corman's Cult Classics.